# 印度血桐
印度血桐（学名：Macaranga indica）又名盾叶木，为大戟科血桐属下的一个植物种。
种名indica意为印度的。